# Von Carlow

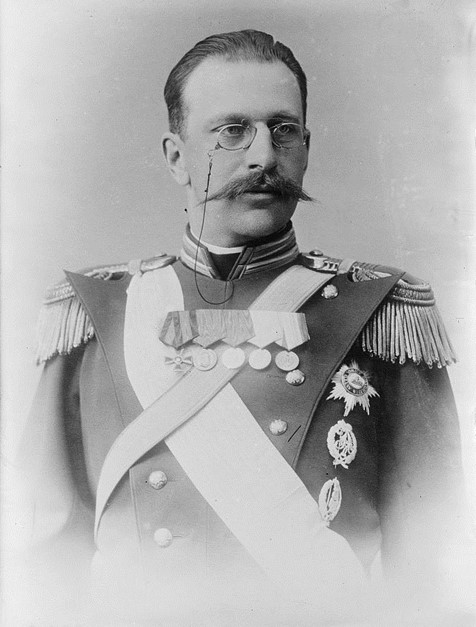
Georg Alexander als russische officier

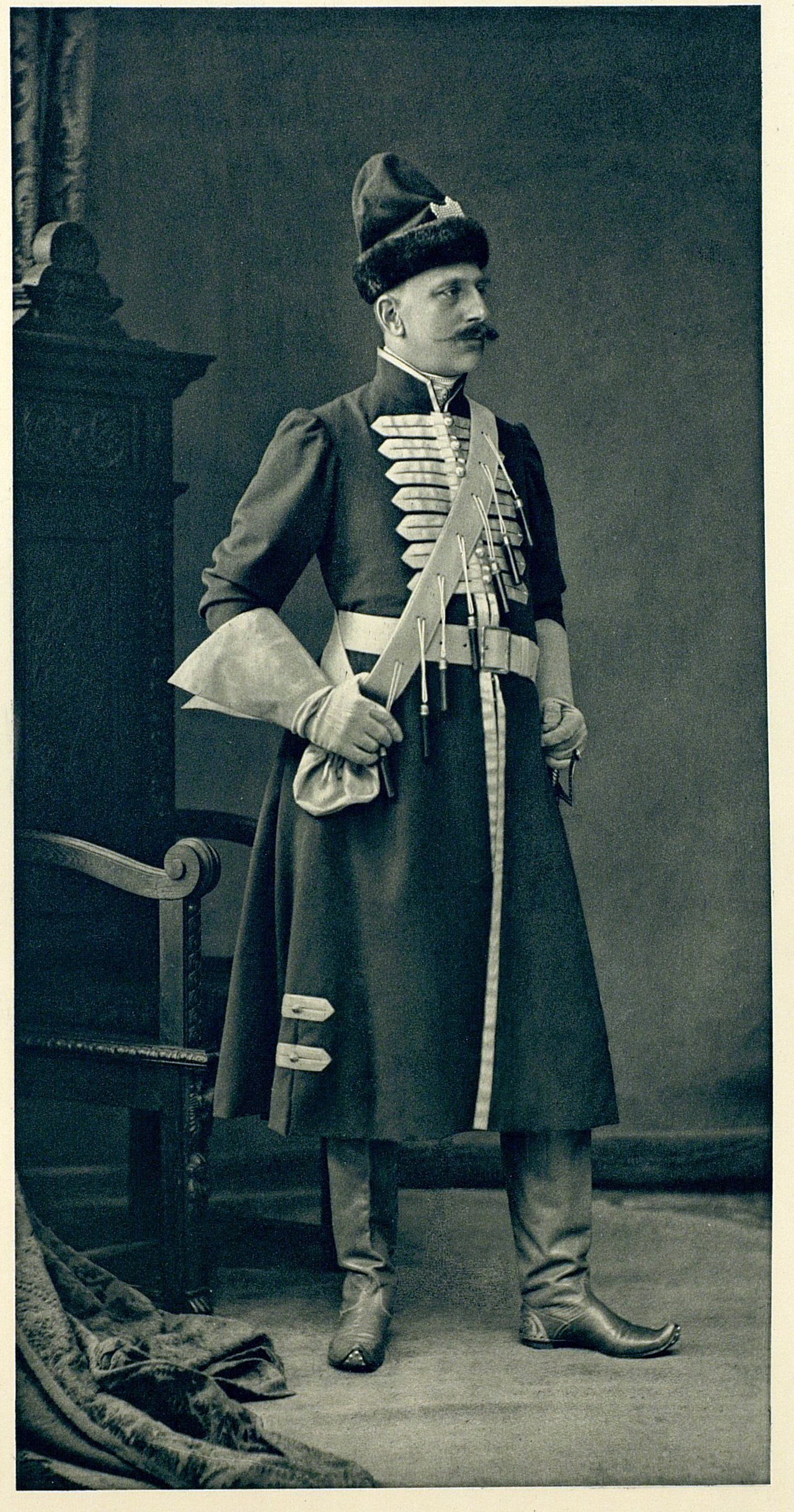
Georg Alexander, Romanow-jubileumbal 1903

Von Carlow is sinds 1890 een Mecklenburgs grafelijk geslacht dat feitelijk in 1979 ophield te bestaan.

## Geschiedenis
Op 14 februari 1890 trouwde Georg Alexander hertog zu Mecklenburg (1859-1909) morganatisch met de Russisch-adellijke Natalie Vanljarskaj (1858-1921). Die laatste werd op 18 maart 1890 door groothertog Friedrich Wilhelm verheven tot Gräfin von Carlow, met overgang van die titel op haar nakomelingen. Hun zoon Georg graaf von Carlow (1899-1963) werd in 1928 geadopteerd door zijn oom Carl Michael hertog zu Mecklenburg (1863-1934) en verkreeg zo de adellijke titel Herzog zu Mecklenburg, naast die van Graf von Carlow. De hertogstitel werd in 1929 erkend door de chef van het hertogelijk Mecklenburgse huis. Het adelsgeslacht Von Carlow hield feitelijk met zijn zus in 1979 op te bestaan, hoewel de grafelijke titel nog wel verbonden is aan hen die ook de titel van hertog(in) voeren.
De verlening en erkenning van de titel van Herzog zu Mecklenburg impliceerde niet dat hij en de nakomelingen van Georg Alexander hertog zu Mecklenburg tot de ebenbürtige tak van het huis Mecklenburg gingen behoren; zij zijn dan ook opgenomen in de zogenaamde derde afdeling van de Gotha en van het Genealogisches Handbuch des Adels. De ebenbürtige tak van het huis staat op uitsterven.

## Telgen
Natalie Vanljarskaj, gravin von Carlow (1858-1921); trouwde in 1890 met Georg Alexander hertog zu Mecklenburg (1859-1909)
- Katharina gravin von Carlow (1891-1940); trouwde in 1913 met Vladimir Emmanuelovich vorst Galitzin (1894-1954)
- Maria gravin von Carlow (1893-1979), laatste telg van het geslacht; trouwde in 1916 met Boris Dmitrievich vorst Galitzin (1892-1919) en in 1929 met Wladimir graaf Kleinmichel (1901-1982)
- Natalia gravin von Carlow (1894-1913)
- Georg Herzog zu Mecklenburg, graaf von Carlow (1899-1963), sinds 1928/1929/1950: Herzog zu Mecklenburg en stamvader van de hertogelijk tak Zu Mecklenburg von Carlow